# Malta Files
Les Malta Files (« Fichiers de Malte » en français) est le nom du scandale financier révélant le contenu de plusieurs centaines de milliers de documents officiels détaillant les procédés mis au point par Malte pour organiser l'évasion fiscale au sein de l'Union européenne (UE). Malte se sert de son statut de membre de l'UE pour accueillir fiscalement de grands groupes et de riches clients privés, de manière à leur permettre de se soustraire à la fiscalité de leurs pays.
Le scandale Malta Files a été révélé en mai 2017 à la suite des investigations de l'European Investigative Collaborations. Les révélations ont mis en lumière les pratiques d'évitement fiscal mises en œuvre à Malte.

## Contexte

### Contexte politique
Lors de la révélation du scandale des Panama Papers en avril 2016, la femme du Premier ministre de Malte, Joseph Muscat, et le chef du cabinet de ce dernier, sont identifiés comme détenteurs de sociétés écrans au Panama. Le chef de cabinet est, par ailleurs, accusé de toucher des pots-de-vin dans le cadre du programme « Citizenship scheme » ; programme qui est controversé au sein de l'Union européenne. L'accumulation d'éléments nébuleux conduit le Premier ministre (travailliste) à avancer les élections, en donnant au scrutin une allure de plébiscite sur son nom.
Le 11 janvier 2017, alors que Malte prend la présidence du Conseil de l'Union européenne, les députés verts européens rendent publics un rapport qui accuse Malte d'être un paradis fiscal. Sont pointés du doigt dans ce rapport :
- le remboursement de 6/7e de l'impôt perçu initialement, sur les dividendes de sociétés de trading versés à des actionnaires étrangers ;
- la non-vérification d'incohérences de traitement fiscal aboutissant à une double « non-taxation » ;
- un régime attractif de taxation de la propriété intellectuelle ;
- un régime attractif de TVA sur les yachts[3],[4].

## Enquête

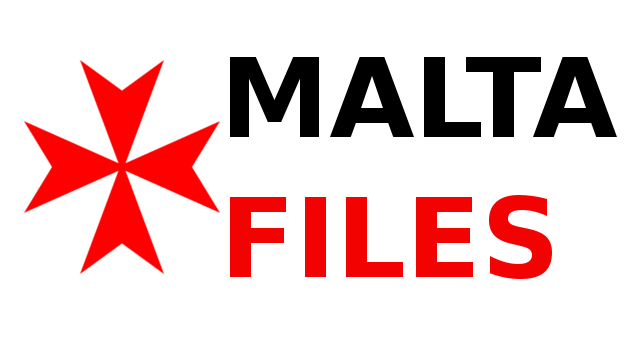
Logo Malta Files

L'investigation est coordonnée par l'European Investigative Collaborations et portée par 49 journalistes de treize journaux qui enquêtent à partir de juillet 2016 sur le dossier. Parmi ces médias se trouvent les allemands (Der Spiegel), espagnols (El Mundo), portugais (Expresso), italiens (L'Espresso), belges (Le Soir), maltais (Malta Today), français (Mediapart), croate (Nacional), serbes (Newsweek Serbia), néerlandais (NRC), suédois (Dagens Nyheter), danois (Politiken), roumains (The Black Sea) et anglais (The Intercept),,,.
Par ailleurs fin avril 2017, le Land allemand de Rhénanie du Nord-Westphalie commence à enquêter sur les 1 200 à 2 000 sociétés fantômes liées à des groupes de ce pays. Le 10 mai 2017, le ministre des Finances de Rhénanie du Nord, Norbert Walter-Borjans, annonce publiquement la traque de ces sociétés écrans maltaises.

## Révélations
Les 13 journaux européens ayant participé à l'enquête publient à partir du vendredi 19 mai 2017 et pendant une durée de deux semaines, 150 000 documents confidentiels révélant les dessous du paradis fiscal que représente l'île de Malte. Les premières révélations font état d'un manque à gagner annuel estimé entre 1,5 et 4 milliards d'euros de recettes fiscales au détriment des autres pays européens. Les premiers éléments révélés par Mediapart portent sur des faits de « optimisation et de l’évasion fiscales, du blanchiment et de la corruption »,,.

### Montages financiers utilisés

#### Réduction de l'impôt sur les sociétés sur les dividendes versés à des investisseurs étrangers
L'impôt sur les sociétés maltaises est un des plus élevés de l'Union européenne avec un taux de 35 %. Manifestement pas de quoi attirer les sociétés qui voudraient utiliser Malte pour leur optimisation fiscale. Sauf qu'il est possible de se faire rembourser les 6/7e de l'impôt dû au Trésor maltais sur les dividendes versés lorsque la société est détenue par des investisseurs étrangers. Ce qui amène l'impôt sur les sociétés dû à un taux beaucoup plus avantageux de 5 %,,. Ces règles fiscales sont soutenues par les deux principaux partis politiques maltais. Elles ont été vérifiées lorsque Malte a demandé à entrer dans l'Union européenne, adhésion qui est entrée en vigueur le 1er janvier 2004. Ces règles fiscales se distinguent des accords fiscaux spécifiques entre un état et une société (les tax ruling), dans la mesure où, à Malte, toutes les sociétés peuvent bénéficier de ce système de remboursement des 6/7e.

#### TVA à 5% sur l'achat de yachts neufs (leasing maltais)
Le procédé nommé « leasing maltais » consiste pour une personne X à acheter un yacht neuf par l'intermédiaire d'une entreprise maltaise (propriété de X), laquelle loue ensuite le yacht à lui-même, avant de revendre le navire quelques années plus tard à son propriétaire final qui n'est autre que X. Cette technique, le leasing, a pour principal avantage de permettre au propriétaire final de ne payer que 5,4 % de TVA « contre 20 % au taux normal français et 10 % avec un leasing tricolore ou italien », explique Mediapart. Ces avantages contribuent à faire de l’île « le second port de plaisance en Europe après le Royaume-Uni, avec 4 300 yachts battant son pavillon », souligne Le Monde,.

### Principaux bénéficiaires
Plusieurs types de bénéficiaires sont identifiés par l'enquête journalistique. D'une part des entreprises, multinationales qui cherchent à optimiser le taux d'imposition des sociétés et d'autre part de grands patrons ou hommes politiques qui souhaitent immatriculer leur yacht à Malte afin de bénéficier d'une fiscalité attractive et de cotisations sociales moindres sur le coût de leur équipage.

#### Entreprises citées dans les Malta Files
Les principaux bénéficiaires de ce paradis fiscal au sein de l'Union européenne seraient les italiens avec 8 000 sociétés sur les 53 247 sociétés immatriculées à Malte. Malte procède ainsi au blanchiment de l'argent provenant des escroqueries, extorsions et trafics de drogue de la mafia italienne,,.
Chez les allemands, plusieurs grands groupes internationaux sont concernés par les révélations : BMW, BASF, Deutsche Bank, Puma, Merck, Bosch, Rheinmetall et Lufthansa. La compagnie aérienne allemande revendique a elle seule 18 filiales immatriculées à Malte,.
Pour la Turquie, c'est Berat Albayrak, gendre du président Recep Tayyip Erdoğan et ancien président de la société Çalık Holding (en) qui est mis en cause pour avoir élaboré un système d'évasion fiscale doublé d'un système de rapatriement net d'impôts des bénéfices réalisés à Dubaï.
Parmi les grands groupes internationaux, sont également cités les groupes Ikea ou SICPA ainsi que les banques Reyl & Cie (banque suisse) et JPMorgan.

##### Entreprises françaises
En France, les révélations de Mediapart citent les sociétés Auchan, PSA et Renault, dont les filiales d'assurances sont accusées d'encaisser les cotisations dans des filiales maltaises afin de bénéficier de l'attrait fiscal de l'île. Pour Auchan, l'optimisation fiscale aurait permis d'économiser via Oney (la filiale maltaise d'Auchan) 21 millions d'euros d'impôts entre 2014 et 2016. Pour PSA et Renault, c'est un montant cumulé de 120 millions d'euros évités. Mediapart met en exergue l'unique salarié de RCI Insurance Limited, la filiale maltaise d'assurance de Renault, qui génère à lui seul 108 millions de chiffre d'affaires annuel. Le même site d'informations souligne par ailleurs l'ironie de la situation, étant donné que l'État français est actionnaire de PSA et Renault,,.
L'assureur April est cité par Mediapart dans le dossier des Malta Files pour avoir économisé 28 millions d'euros d'impôts en huit ans sur les bénéfices de ses sociétés en utilisant l'optimisation fiscale au travers de plusieurs filiales immatriculées à Malte. La première filiale maltaise du groupe April est immatriculée en 2007. Il s'agit de April Mediterranean Limited, la holding faîtière des filiales maltaises du groupe April. Se trouve aussi Axeria Re Limited, la filiale de réassurance, mais également Axeria Life International PCC Limited en activité de 2008 à 2012, ainsi que Axeria Insurance Limited créée en 2012 et enfin la dernière née, April Internal Financing Limited, la filiale pratiquant le financement intra-groupe (un exercice habituel d'optimisation fiscale). Contacté, le groupe déclare qu'il « paie ses impôts en France sur la base des bénéfices déclarés dans toutes ses filiales françaises, comme l'exige la loi et comme le font l'ensemble des entreprises avec des filiales françaises et des filiales étrangères. »,,
Sont également cités les groupes Bouygues et Total.

#### Grands patrons, hommes politiques et personnes publiques

##### En France
Parmi les grands patrons cités par le réseau de médias European Investigative Collaborations (EIC), la France figure en bonne position (1 291 citoyens français sont cités par Mediapart) avec Jean-François Decaux (résident fiscal britannique, propriétaire de la société maltaise Alhoel et dirigeant du Groupe J C Decaux), Maurice Ricci (président fondateur d'Akka Technologies), Xavier Niel (groupe Iliad), Hubert Martigny (cofondateur d’Altran Technologies), Olivier Bertrand (Groupe Bertrand) ou Stéphane Courbit (Lov Group),,,.

##### En Belgique
Brigitte Ernst de la Graete, ancienne députée européenne belge inscrite chez les Ecolo, a créé en décembre 2013 une société maltaise, Larocca. Cette dernière comptait parmi ses actionnaires des proches de Brigitte Ernst, ainsi que des membres de sa famille. En outre, Larocca est liée avec des sociétés d'autres pays considérés comme des paradis fiscaux : une immatriculée au Luxembourg, SA Campiello et d'autres immatriculées aux Îles Vierges britanniques ou au Panama. Une attitude qui tranche avec la fermeté des propos de son parti qui, au lendemain des Offshore Leaks, demandait au gouvernement belge des mesures fortes : « à l’heure où les Belges se serrent la ceinture à cause des politiques d’austérité, ces nouvelles révélations doivent pousser le gouvernement fédéral à aller chercher l’argent là où il est, à savoir dans les revenus des capitaux et non dans la poche des citoyens. »

##### La famille Erdogan
L'enquête des journalistes permet de mettre au jour un montage financier complexe (au travers de sociétés écrans à Malte, Pal Shipping Trader One et à l'île de Man, Bumerz Limited) qui permettrait de montrer que la famille Erdogan serait propriétaire d'un pétrolier, le Agdash, dont la valeur financière est estimée à 20 millions de dollars,,.

##### Footballeurs
Le joueur du PSG Edinson Cavani est une autre personne publique citée dans l'enquête. Le footballeur toucherait ses revenus issus du sponsoring au travers d'une société maltaise créée en 2014 et nommée « Edicavaniofficial Limited », elle-même détenue par Rocha Holdings Limited, société détenue par Edinson Cavani à hauteur de 99 %. Selon Mediapart, le montage financier permet à Edicavaniofficial Limited de ne payer que 48 805 euros d'impôts à Malte sur le montant du contrat de sponsoring de Nike de 1,59 million d'euros.

## Réactions à la suite des révélations

### Réactions des intéressés
Le texte peut changer fréquemment, n’est peut-être pas à jour et peut manquer de recul. 
Le titre et la description de l'acte concerné reposent sur la qualification juridique retenue lors de la rédaction de l'article et peuvent évoluer en même temps que celle-ci.

À la suite de ces révélations de Mediapart le concernant, dans un premier temps, Edinson Cavani s'est insurgé contre le fait d'avoir été publiquement mis en avant : 
« In these circumstances, I will not accept that my situation becomes the object of a publicity damaging my image or my reputation, which, given my celebrity, would cause me very serious prejudice »
— Edinson Cavani
Dans un second temps, une plainte pour diffamation est déposée contre Mediapart par les avocats d'Edinson Cavani. Cette plainte aboutit à une audience le 7 novembre 2017 devant la quatorzième chambre correctionnelle du tribunal de grande instance de Nanterre. Lors de cette audience, la défense a déclaré qu'Edinson Cavani a déclaré postérieurement en France les revenus de ses sociétés maltaises. La défense d'Edinson Cavani a ainsi produit les déclarations de revenu et avis d'imposition pour l'année 2015 où les montants des droits à l'image du footballeur étaient bien déclarés en France. Tout en ne niant pas l'existence des sociétés maltaises où ces mêmes revenus sont également imposés : une situation qui a de quoi surprendre ce que ne manque pas de souligner l'avocat de Mediapart.
La plainte d'Edinson Cavani est rejetée par le tribunal de grande instance de Nanterre le 9 janvier 2018.
Auchan précise respecter « les conventions internationales signées entre les pays avec lesquels cette filiale opère, et l'État de Malte. »
PSA précise que les filiales concernées ont été « validées par les services fiscaux européens des différents États membres. »

### Réactions politiques à Malte
Le Premier ministre de Malte, Joseph Muscat affirme que « rien dans les ‘Malta Files’ n’est secret. Affirmer qu’il existe des sociétés offshore à Malte n’est pas correct du point de vue des faits. […] Je dis que nous avons un système compétitif. […] les plaintes des autres pays ne concernent pas l’existence même de sociétés. »
Le Premier ministre, Joseph Muscat, dont le mandat est remis en jeu par les élections anticipées de début juin, demande à la majorité et à l'opposition de construire « un front national » et de ne pas faire des Malta Files un enjeu de la campagne électorale. Lors des élections générales du 3 juin 2017, Joseph Muscat est réélu avec 55 % des voix.

### Réactions politiques en Europe
En France, contacté par Mediapart, le porte-parole de Bruno Le Maire, ministre de l'Économie, répond que cette optimisation fiscale était légale.
En Allemagne, le ministre des Finances de Rhénanie-du-Nord-Westphalie, Norbert Walter-Borjans qualifie Malte de « Panama de l’Europe »,.
Mediapart constate que la révélation des Malta Files se voit accueillie avec gêne dans les médias et ignorée par les milieux politiques, en France comme en Europe.

## Conséquences desMalta Files
Le Commissaire européen aux affaires économiques et monétaires, Pierre Moscovici, adresse en octobre 2017 une demande d'information concernant une éventuelle mauvaise transposition dans le droit maltais de la directive européenne sur la TVA. En cause le schéma fiscal permettant de ne payer que 5,4 % de TVA sur les yachts achetés en leasing par les sociétés immatriculées à Malte, contre un taux officiel affiché de 18 %.
En novembre 2017, un autre réseau de journalistes d'investigation, le Consortium international des journalistes d'investigation, est l'auteur de révélations connues sous le nom de Paradise Papers. Celles-ci confirment les techniques d'optimisation fiscale (le leasing maltais) offertes par Malte. Elles entrainent également des conséquences.

## Sources des fuites
Deux sources sont à l'origine du dossier de l'European Investigative Collaboration (EIC).
Une première source permet d'obtenir des dizaines de milliers de documents (mails, contrats, relevés de compte…) provenant d'un cabinet fiduciaire maltais. Ces sources sont récupérées par le quotidien allemand Der Spiegel. Le cabinet fiduciaire impliqué est Credence,.
La seconde source est sous la forme d'un fichier Excel contenant l’ensemble des données du registre du commerce maltais à la date du 20 septembre 2016, soit un ensemble de 53 247 sociétés.

### Soupçon de manipulation des sources
Dans un livre paru en 2017, les journalistes Pierre Gastineau et Philippe Vasset essaient de faire la lumière sur la face cachée des leaks et tentent d'expliquer comment ceux-ci peuvent être instrumentalisés par les États.
Ainsi, en ce qui concerne les Malta Files, les fuites d'informations se produisent à la suite d'un refus par le gouvernement maltais de ravitailler des navires russes. Il semblerait que la lanceuse d'alerte à l'origine des Malta Files soit une Russe, proche des dirigeants politiques de ce pays, l'objectif étant de perturber le pouvoir politique maltais et son premier ministre,,.